# Simoselaps warro
Simoselaps warro là một loài rắn trong họ Rắn hổ. Loài này được De Vis mô tả khoa học đầu tiên năm 1884.